# Список станций Римского метрополитена
В данной статье перечислены станции метрополитена Рима.
Сортировка по столбцу «Название станции» сортирует линии по принятому порядку перечисления линий, а станции по порядку их расположения на линиях. Сортировка по столбцу «Линия» отличается тем, что станции сортируются по алфавиту.
| Линия B |

| Линия A |